# Amore (film 1971)
Amore (Szerelem) è un film del 1971 diretto da Károly Makk, vincitore del premio della giuria al Festival di Cannes 1971.

## Trama
Nel 1953, dopo la morte di Stalin, in Ungheria vengono liberati molti prigionieri politici. Una donna, il cui marito era stato arrestato tempo prima, rende lieti gli ultimi giorni della suocera, raccontandole che l'uomo è partito per gli Stati Uniti.

## Riconoscimenti
- 1971 - Festival di Cannes
  - Premio della giuria